# Catedral de Kaunas
La Catedral de Kaunas (en lituà: Kauno Šv apaštalų Petro ir Povilo Arkikatedra bazilika) és una catedral basílica catòlica en la ciutat de Kaunas, Lituània. La catedral va ser inclosa al Registre de béns del Patrimoni Cultural de la República de Lituània el 1996.

## Història

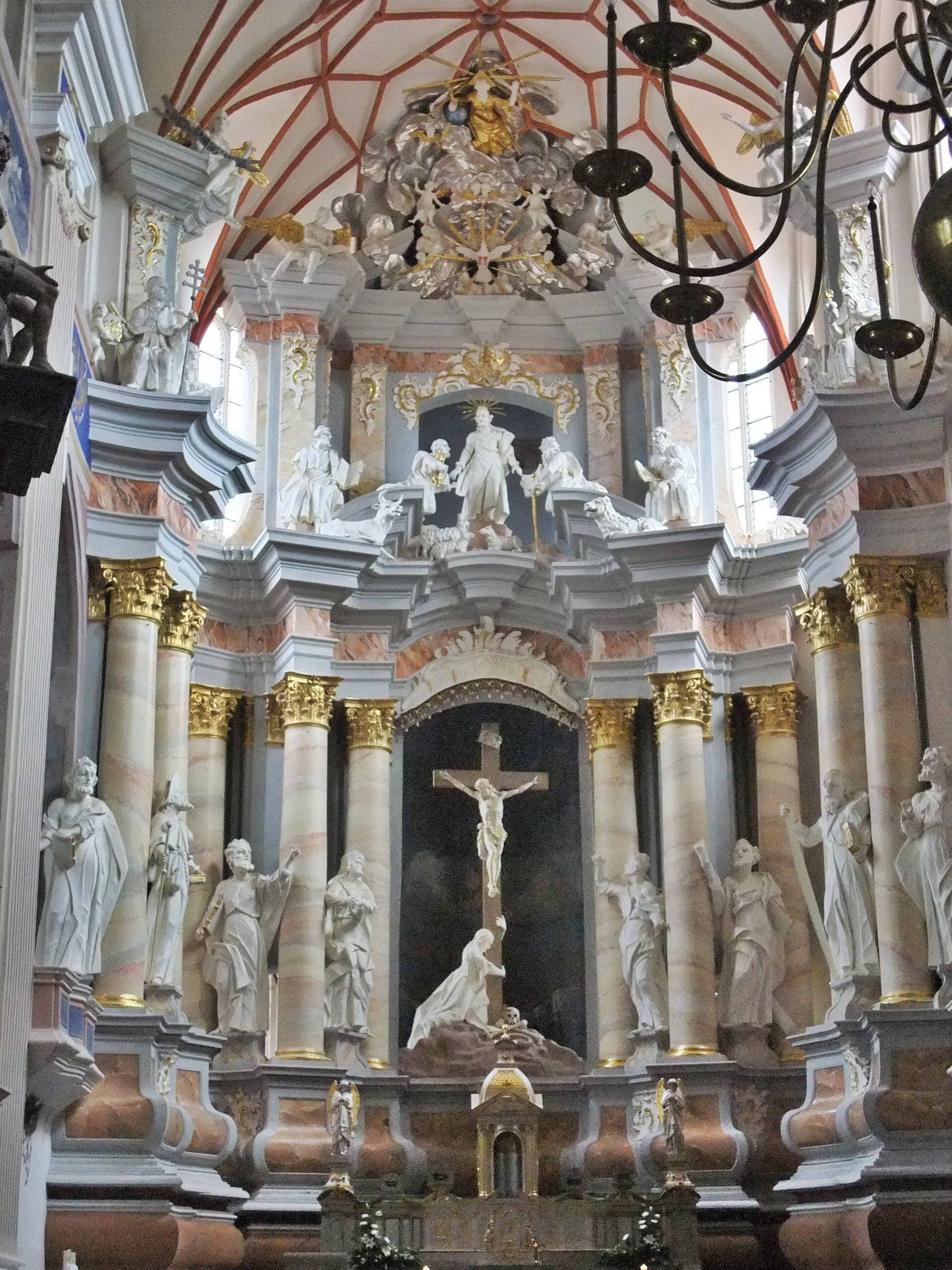
Altar major.

L'església està dedicada als apòstols Sant Pere i Sant Pau, el seu primer estil de construcció va ser el gòtic encara que es desconeix la seva data exacta, però s'esmenta per primera vegada en fonts escrites el 22 d'abril de 1413. La primera escola parroquial a Kaunas, a l'església de Sant Pere i Sant Pau s'esmenta el 1473. Les obres de construcció es van concloure el 1624. L'església va patir molts desperfectes a la guerra russopolonesa (1654-1667) i va ser reconstruïda el 1671 quan es van afegir algunes característiques renaixentistes. En un incendi de 1732 una de les torres va haver de ser reconstruïda. Com a part de la renovació, les decoracions interiors van ser finançades pel rei de Polònia i Gran Duc de Lituània Estanislau II de Polònia el 1771, l'altar major, un faristol i el cor van ser instal·lats per Tomasz Podhajskiquatre anys més tard. L'aspecte actual de l'edifici és el de la reconstrucció del 1800. La catedral, amb 84 metres de llarg, 28 d'altura i 34 d'amplada, és l'església gòtica més gran de Lituània.
El bisbe de Samogítia, Motiejus Valančius historiador i un dels més coneguts escriptors lituans del segle xix, va ser enterrat en una cripta de l'església el 1875. L'església va ser promoguda al rang de catedral pel papa Lleó XIII el 1895. Va rebre el títol de Basílica el 1926, quan la Diòcesi de Samogítia es va reorganitzar en l'Arxidiòcesi Metropolitana de Kaunas pel papa Pius XI. La capella del Santíssim Sagrament, construïda el 1895, és una extensió independent al sud de nau amb mobiliari de fusta tallada en estil neogòtic. També hi ha un mausoleu neogòtic del més famós poeta romàntic lituà Maironis tocant al mur de la capella.